# Simone Cristicchi
Simone Cristicchi (ur. 5 lutego 1977 w Rzymie) – włoski piosenkarz, autor tekstów i aktor teatralny.

## Kariera
Zadebiutował w branży muzycznej w wieku 17 lat zakładając zespół rockowy. W 1998 roku zwyciężył w Narodowym Konkursie Autorów Tekstów, zdobywając nagrodę SIAE za utwór „L'uomo dei tasto”. W 2000 roku rozpoczął działalność na rzymskiej scenie muzycznej, występując jako support przed koncertami Maxa Gazzè i Niccolò Fabiego. W tym samym roku, dzięki współpracy z menedżerem Francesco Migliaccim, podpisał kontrakt z wytwórnią Carosello Records i wydał swój pierwszy singel pt. „Elettroshock”. Przełom w jego karierze nastąpił w 2005 roku wraz z wylansowaniem singla „Vorrei cantare come Biagio”. Sukces ten umożliwił mu nagranie utworu „Studentessa universitaria”, za który zdobył główną nagrodę na festiwalu Musicultura. W 2007 roku z utworem „Ti regalerò una rosa” zwyciężył 58. Festiwal Piosenki Włoskiej w San Remo.

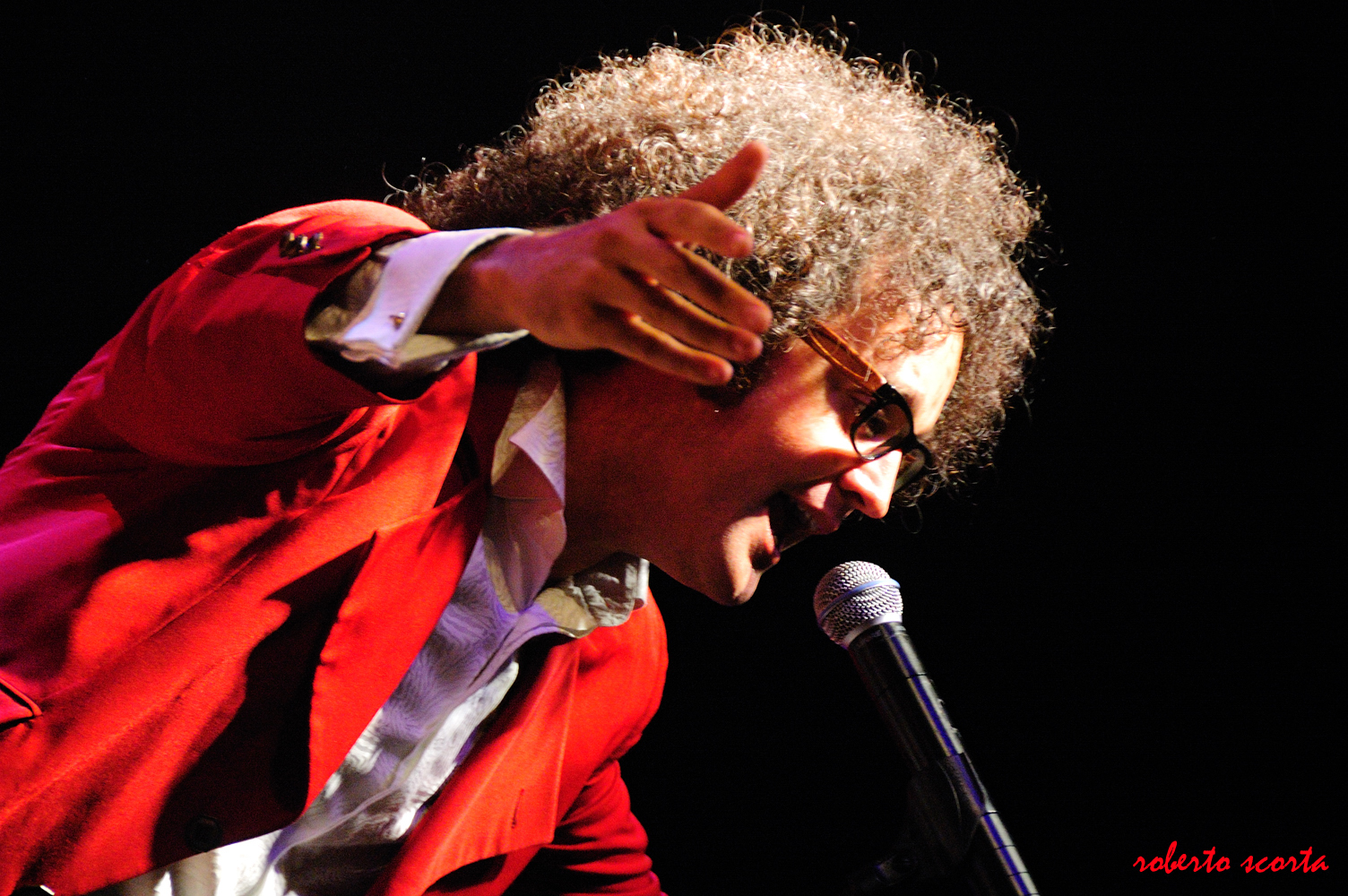
Cristicchi podczas koncertu (2010)

W 2025 z utworem „Quando sarai piccola” brał udział w 75. FPW w San Remo, podczas którego otrzymał kilka wyróżnień, w tym m.in. nagrodę „Lunezia” za emocjonalną wartość utworu, ostatecznie zajmując 5. miejsce.
W latach 2017–2020 pełnił funkcję dyrektora Teatro Stabile d’Abruzzo. Jest również autorem kilku książek, opublikowanych przez różne włoskie wydawnictwa.

## Dyskografia
Albumy studyjne
- 2005 – Fabbricante di canzoni(inne języki)
- 2007 – Dall'altra parte del cancello(inne języki)
- 2010 – Grand Hotel Cristicchi(inne języki)
- 2013 – Album di famiglia(inne języki)
- 2024 – Dalle tenebre alla luce(inne języki)